# Eva Novotná
Eva Novotná (* 14. prosince 1976 Kyjov) je česká herečka.
Narodila se v Kyjově, kde také absolvovala tamní Klvaňovo gymnázium.
V roce 1999 vystudovala činoherní herectví na Divadelní fakultě Janáčkovy akademie múzických umění v Brně. Absolvovala v inscenaci Dvě noci a den v režii Antonína Přidala. V roce 2000 nastoupila do činohry Národního divadla Brno. Tam se poprvé objevila jako Fina v inscenaci Pan Puntila a jeho služebník Matti v režii Martina Porubjaka, po boku Mariána Labudy. Od té doby má na svém hereckém kontě v tomto divadle na padesát inscenací. Hostovala v Činoherním klubu, v Městském divadle Zlín, v Divadle U Stolu či v HaDivadle.
Z televizních obrazovek ji diváci mohou znát jako doktorku Lacinovou v seriálu Velmi křehké vztahy nebo jako advokátku Vaněčkovou v seriálu Gympl s (r)učením omezeným. Dále je pak možné ji vidět v seriálech Četnické humoresky, Vraždy v kruhu, Kriminálka Anděl, Mordparta a ve filmech Donšajni, Tajemství dešťového pokladu, Kdo se směje naposled nebo v Čertově nevěstě.
V současné době hraje v Divadle Bolka Polívky (Horská dráha, S láskou Mary), v Mahenově divadle (Slaměný klobouk, Kdo je pan Schmitt, Hana), v Divadle Reduta (Vévodkyně a kuchařka). Pod hlavičkou divadelní společnosti StageArtCZ ztvárnila roli Bess v inscenaci K-PAX – Svět podle Prota.
Od roku 2000 se také profesionálně věnuje dabingu a práci v rozhlase. V roce 2019 načetla audioknihu Útěk z afrického pekla (vydala Audiotéka).